# Sarcophaga footei
Sarcophaga footei är en tvåvingeart som beskrevs av Carroll William Dodge 1964. Sarcophaga footei ingår i släktet Sarcophaga och familjen köttflugor. Inga underarter finns listade i Catalogue of Life.